# Yannick Vötter
Yannick Vötter (* 17. Dezember 2004 in Hall in Tirol) ist ein österreichischer Fußballspieler.

## Karriere
Vötter begann seine Karriere beim FC Wacker Innsbruck. Im November 2017 wechselte er zum SV Innsbruck. Zur Saison 2018/19 kam er in die AKA Tirol, in der er bis 2022 sämtliche Altersstufen durchlief. Im Juni 2022 spielte er zweimal für die Amateure von seinem Stammklub Wacker in der Regionalliga Tirol.
Zur Saison 2022/23 wechselte Vötter zur WSG Tirol, wo er für die drittklassigen Amateure spielen sollte. In jener Spielzeit erzielte der Angreifer acht Tore in 25 Einsätzen in der Tiroler Regionalliga. Zur Saison 2023/24 rückte er in den Kader der Profis der Wattener. Sein Debüt in der Bundesliga gab er dann im Juli 2023, als er am ersten Spieltag jener Saison gegen den SK Austria Klagenfurt in der 71. Minute für Julius Ertlthaler eingewechselt wurde.